# Heribaldo Siciliano
Heribaldo Siciliano (Piracicaba, 13 de setembro de 1878 – São Paulo, 29 de março de 1943) foi um engenheiro e político brasileiro, fundador da Viação Aérea São Paulo (VASP} em 1933, o qual foi o primeiro presidente. Também foi fundador do Instituto de Engenharia, de São Paulo, onde ingressou em 1917. Notabilizou-se pela fundação da Construtora Siciliano e Silva (1920 a 1940), a qual introduziu o concreto armado no Brasil.

## Biografia

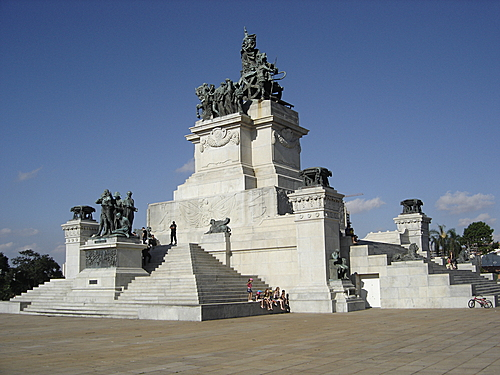
Monumento do Museu do Ipiranga (1922)

Era filho de Francisco Antonio Siciliano e Antonina de Mello Coelho Siciliano. Tendo perdido sua mãe muito cedo, foi educado por seu tio o Conde Alexandre Siciliano e por seu tio avô o Conde Alessandro Siciliano. Formou -se pela Escola Politécnica da Universidade de São Paulo no curso de Engenheiro Civil e Arquiteto no ano de 1903. Iniciou sua carreira como engenheiro chefe das oficinas da Companhia Mecânica e Importadora de São Paulo, onde ampliou suas instalações, introduzindo maquinaria moderna, passando a dirigir a seção de Construção.
Era considerado na época um dos melhores arquitetos, tanto que, seu mestre, Ramos de Azevedo, não só o prestigiava como confiava a ele inúmeras construções.

Em 1920, funda com seu colega Antonio Villares da Silva, a construtora Siciliano e Silva que foi por muitos anos uma das mais importantes construtoras do Estado, especializou-se na construção de concreto armado, a qual foi pioneira. Uma das obras mais importantes da Siciliano e Silva, foi a colossal estrutura de suporte do Monumento do Museu do Ipiranga inaugurado em 1922, entre outras obras importantes como a Faculdade de Medicina da Universidade de São Paulo, o Palácio dos Correios, os então chamados “arranha-ceus", “Caio Prado” e "Condessa Siciliano".

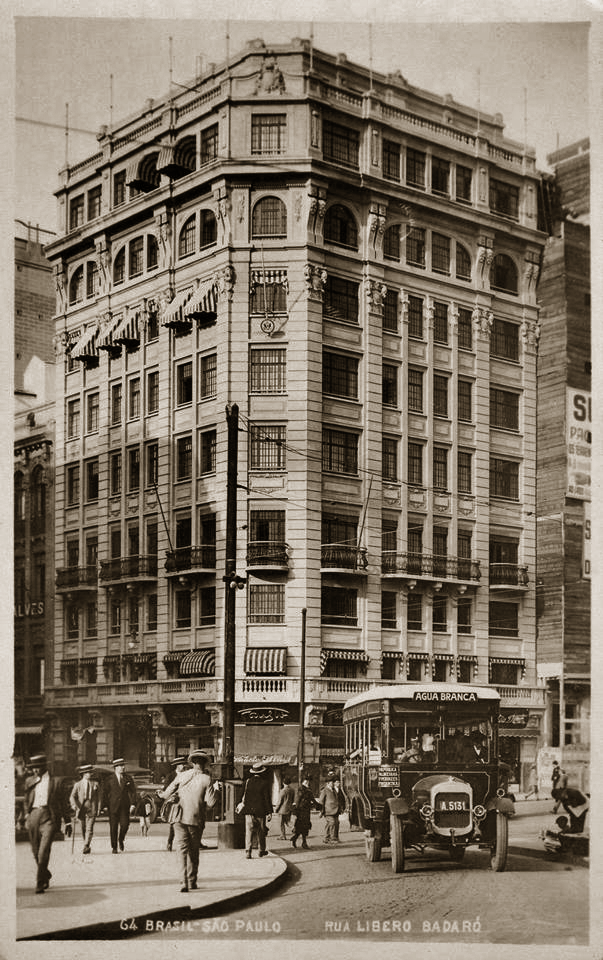
Edifício Caio Prado (1925)

Em 1921 foi eleito Vereador da Câmara Municipal de São Paulo, cargo para o qual foi reconduzido por várias legislaturas. Na Câmara teve ocasião de estudar inúmeros problemas da Capital, propondo soluções as quais foram convertidas em lei, como o Código de Obras, reforma da pavimentação de paralelepípedo, para asfalto, a inspeção de veículos, embelezamento da cidade e outros.
Foi sócio Fundador do instituto de Engenharia, de São Paulo, onde ingressou em 1917, onde desenvolveu trabalhos em comissões técnicas incumbidas de aprimorar e desenvolver a técnica da construção.
Presidiu por vários anos a Rádio Educadora de S. Paulo onde incentivou e divulgou a boa música e os bons artistas. Era, reconhecidamente, um profundo conhecedor da pintura, chegando a possuir urna excelente coleção de quadros.
Em 1933 funda, com vários amigos, a Viação aérea São Paulo - VASP, da qual foi primeiro presidente, mais tarde incorporada ao Governo do Estado, na administração Armando de Sales Oliveira. Heribaldo Siciliano foi autentico pioneiro da aviação civil e comercial em S. Paulo quando a VASP, sob sua direção, estabeleceu linhas regulares entre a Capital e as principais cidades do interior.
Era casado com Dona Elvira de Queiroz Barros Siciliano, tendo tido o casal de filhos, Maria Alzira Siciliano e Lauro de Barros Siciliano.
Homenageado na cidade de São Paulo com a rua Heribaldo Siciliano e placas em sua homenagem na Câmara Municipal de São Paulo e no Instituto de Engenharia.

## Homenagem
Foi homenageado em 1979, pelos Vereadores de São Paulo com a seguinte placa:
| “ | Ao Dr. Heribaldo Siciliano, pela avultada contribuição como engenheiro, cultor de artes e pioneiro da aviação comercial ao progresso material e espiritual desta cidade que ele, como vereador eleito em 1921, já preparava o século que se aproximava, a homenagem de saudades, gratidão e respeito da Câmara Municipal de São Paulo, 1979. | ” |